# Leonard van Gorizia
Leonard van Gorizia (Lienz, 1440 - aldaar, 12 april 1500) was van 1462 tot aan zijn dood graaf van Gorizia. Hij behoorde tot het huis Gorizia.

## Levensloop
Leonard was de tweede van graaf Hendrik VI van Gorizia en diens tweede echtgenote Catharina Garai, dochter van paltsgraaf Nicolaas II Garai van Hongarije.
Na de dood van zijn vader in 1454 erfden Leonard, zijn oudere broer Jan II en zijn jongere broer Lodewijk het graafschap Gorizia. Het was voornamelijk Jan II die de macht uitoefende, terwijl Leonard een kleine en Lodewijk, die in 1456 of 1457 stierf, geen politieke rol uitoefende. Jan en Leonard moesten als graven van Gorizia trouw zweren aan het huis Habsburg. De Habsburgers hadden namelijk het graafschap Tirol en het hertogdom Karinthië in handen, die tot in de 14e eeuw bestuurd werden door het huis Gorizia.
Toen graaf Ulrich II van Celje in 1456 kinderloos stierf en diens dynastie hierdoor was uitgestorven, raakten Jan en Leonard betrokken in een erfconflict om diens domeinen. De broers werden verslagen, moesten hun claims op de domeinen van Ulrich II van Celje opgeven en moesten zelfs hun gebieden in het hertogdom Karinthië én hun residentie in Lienz afstaan. Jan II en Leonard moesten hierdoor naar het kasteel van Heinfels verhuizen.
Na het overlijden van zijn broer Jan II in 1462 kreeg Leonard de volledige macht over het graafschap Gorizia in handen. Met de hulp van zijn capabele afgevaardigde Virgil von Graben slaagde hij er korte tijd later in om de stad Lienz te heroveren. Leonard was twee keer gehuwd: eerst met Hieronyma, dochter van de Bosnische koning Nicolaas van Ilok, en daarna in 1478 met Paola Gonzaga, dochter van hertog Lodewijk III Gonzaga van Mantua.
Omdat zijn huwelijken echter beide kinderloos bleven, zag het er naar uit dat het huis Gorizia zou uitsterven. Vervolgens begonnen het huis Habsburg en de republiek Venetië te strijden om zijn erfenis. Aanvankelijk steunde Leonard de republiek Venetië, maar naar het einde van zijn leven toe koos hij meer en meer de zijde van het huis Habsburg. Kort voor zijn dood ondertekende hij met keizer Maximiliaan I een erfverdrag. 
In 1500 stierf Leonard en bijgevolg stierf het huis Gorizia uit. Oostenrijkse troepen bezetten onmiddellijk de stad Gorizia en de stad Lienz werd toegevoegd aan het graafschap Tirol. Ook ging keizer Maximiliaan I vanaf dan regeren als graaf van Gorizia.